# Jim Osborne
Jim Osborne (Honolulu, Hawaii, 1 de febrer de 1945) és un extennista professional estatunidenc. En el seu palmarès s'hi troben set títols de dobles i la disputa d'un sol torneig individual.
Va participar en els Jocs Olímpics de Ciutat de Mèxic (1968), on el tennis fou esport de demostració i exhibició. En el seu cas, només va participar en les tres proves de demostració: individual, dobles masculins junt a James McManus i dobles mixts amb Jane Bartkowicz com a parella. Només en la prova de dobles mixts va aconseguir una medalla olímpica, sent de bronze.